# 卡缅诺-安加尔斯克市镇
卡缅诺-安加尔斯克市镇（俄语：Каменно-Ангарское муниципальное образование）是俄罗斯联邦伊尔库茨克州切列姆霍沃区所属的一个市镇。其下辖有2个居民点，行政中心为卡缅诺-安加尔斯克。据2016年统计，该市镇的人口为497人。